# Gare de Monestiés
La gare de Monestiés est une gare ferroviaire française de la ligne de Carmaux à Vindrac, située sur le territoire de la commune de Monestiés, dans le département du Tarn en région Occitanie.
Elle est mise en service en 1937 par la Compagnie des chemins de fer du Midi et du Canal latéral à la Garonne (Midi) et fermée moins de trois ans plus tard en 1939.

## Situation ferroviaire
Établie à  208 mètres d'altitude, la gare de Monestiés est située au point kilométrique (PK) 436,217 de la ligne de Carmaux à Vindrac, entre les gares de Carmaux et de Salles (fermée).

## Histoire
La gare de Monestiés est mise en service le 31 mai 1937 par la Compagnie des chemins de fer du Midi et du Canal latéral à la Garonne (Midi), lorsqu'elle ouvre à l'exploitation la ligne de Carmaux à Vindrac.

## Service ferroviaire
Gare fermée et désaffectée située sur une ligne déclassée.

## Patrimoine ferroviaire
Le bâtiment voyageurs avec sa halle accolée est devenu une propriété privée. L'ensemble marque un changement d'époque avec une halle de style classique et un bâtiment voyageurs proche du « style néo-régional »